# 邛海鲤
邛海鲤（学名：Cyprinus qionghaiensis）为輻鰭魚綱鯉形目鲤科鲤属的鱼类，俗名黄桶鲤，被IUCN列為極危保育類動物。在中国，分布于西昌邛海湖等，多生活于湖的底层。该物种的模式产地在邛海湖。

## 扩展阅读
維基物種上的相關：邛海鲤